# Anne-Claire Legendre
Pour les articles homonymes, voir Legendre.
Anne-Claire Legendre est une diplomate française, originaire de Bretagne, actuellement en fonction à la présidence de la République. 
Anne-Claire Legendre a occupé les fonctions de consule générale de France à New York de 2016 à 2020, ambassadrice de France au Koweït de 2020 à septembre 2021, porte-parole et directrice de la communication et de la presse au ministère de l'Europe et des Affaires étrangères de septembre 2021 à décembre 2023, avant de devenir conseillère du président de la République pour l’Afrique du Nord et le Moyen Orient depuis décembre 2023.

## Biographie

### Formation
Diplômée de l'Institut d'études politiques de Paris, elle a suivi aussi des études en langue arabe à l'Institut national des langues et civilisations orientales puis des études en lettres modernes à l'université Sorbonne-Nouvelle.

### Carrière
Anne-Claire Legendre commence sa carrière à l'ambassade de France au Yémen comme conseillère en communication (2005-2006). En 2007, elle rejoint la direction des Français de l’étranger au ministère des Affaires étrangères, où elle contribue à développer la coopération consulaire entre les États membres de l'Union européenne. En 2008, elle est chargée des relations bilatérales entre la France et l'Algérie au sein de la direction d'Afrique du Nord et du Moyen-Orient.
Elle rejoint la mission permanente de la France auprès des Nations unies à New York de 2010 à 2013, où on lui confie des dossiers sensibles sur le Moyen-Orient au Conseil de sécurité.
En 2013, elle est appelée au cabinet du ministre des Affaires étrangères et du Développement international Laurent Fabius comme conseillère Afrique du Nord et Moyen-Orient auprès du ministre.
Nommée consule générale de France à New York le 10 février 2016, elle entre en fonctions le 29 août. Elle est la première femme à occuper ce poste.
Pressentie en juillet 2020 comme future ambassadrice de France en Tunisie, elle est nommée ambassadrice extraordinaire et plénipotentiaire de la République française auprès de l’État du Koweït le 10 septembre 2020.
Le 28 juillet 2021, elle est nommée directrice de la communication et de la presse du ministère de l'Europe et des Affaires étrangères et prend ses fonctions le 1er septembre.
A partir de mars 2022, elle est régulièrement invitée par les chaînes d'information en continu pour s'exprimer notamment sur la situation à la suite de l'invasion de l'Ukraine par la Russie,.
En décembre 2023, elle devient la conseillère Afrique du Nord et Moyen-Orient du président de la République.